# Rue Case Nègres
Pour les articles homonymes, voir Rue Cases-Nègres (homonymie).
Albums de Nèg' Marrons
Le Bilan
(2000)
Rue Case Nègres est le premier album studio du groupe de ragga Nèg' Marrons, sorti en 1997.

## Historique
Les Nèg' Marrons, alors composés de Ben-J, Jacky Brown et Djamatik, se font connaître avec le titre La monnaie qui figure sur la bande originale du film Raï (1995) de Thomas Gilou. Le titre se classera à la 39e place du classement singles en France. Le titre Ménage à 4 avec China sort aussi en single et atteint la 94e place.
Le titre de l'album fait référence aux rues Cases-Nègres, voie principale des quartiers de cases à esclaves dans les habitations coloniales.

## Liste des titres
Sources : Discogs
1. Lève-toi, bats-toi (produit par Alexis Lazar & Nèg' Marrons)
2. La monnaie (produit par Frédéric Bigot & Nèg' Marrons)
3. A.N.P.E. (travailler, c'est trop dur) (produit par Nèg' Marrons)
4. Compétition (produit par Nèg' Marrons)
5. Que vont-ils devenir ? (produit par Nèg' Marrons)
6. Trop longtemps (produit par Nèg' Marrons)
7. Ménage à 4 (feat. China) (produit par Nèg' Marrons)
8. Dawa (produit par Nèg' Marrons)
9. La virée (produit par Nèg' Marrons)
10. 20 ans (produit par Nèg' Marrons)
11. Rue Case Nègres (produit par Nèg' Marrons)
12. Tel une bombe (feat. Ministère A.M.E.R., Hamed Daye, Doc Gynéco & Ärsenik) (produit par Nèg' Marrons)

## Sample
Ménage à 4 contient un sample de Mr. Big Stuff de Jean Knight.

## Ventes et classements
Il se vend à plus de 135 000 exemplaires[réf. nécessaire].